# Gourdou-Leseurre Type A
Gourdou-Leseurre Type A, tên rút gọn là GL.1, là một mẫu thử máy bay tiêm kích chế tạo ở Pháp năm 1918.

## Quốc gia sử dụng
Pháp

## Tính năng kỹ chiến thuật
Đặc điểm tổng quát
- Kíp lái: 1
- Chiều dài: 6.60 m (21 ft 8 in)
- Sải cánh: 9.00 m (29 ft 6 in)
- Chiều cao: 2.30 m (7 ft 7 in)
- Diện tích cánh: 16.6 m2 (179 ft2)
- Trọng lượng rỗng: 594 kg (1.309 lb)
- Trọng lượng có tải: 780 kg (1.720 lb)
- Powerplant: 1 × Hispano-Suiza 8Ab, 134 kW (180 hp)

Hiệu suất bay
- Vận tốc cực đại: 242 km/h (150 mph)
- Tầm bay: 300 km (190 dặm)
- Trần bay: 7.000 m (23.000 ft)
- Vận tốc lên cao: 5,8 m/s (1.140 ft/phút)

Vũ khí trang bị
- 2 × Súng máy Vickers.303